# Synchaeta lakowitziana
Synchaeta lakowitziana is een raderdiertjessoort uit de familie Synchaetidae. De wetenschappelijke naam van deze soort is voor het eerst geldig gepubliceerd in 1930 door Lucks.